# Uriande
Uriande est une fée issue des légendes de la Loire.

## Légende
La légende d'Uriande raconte qu'une perdrix, perdue lors d'un orage et cherchant ses petits, est recueillie par la fée Uriande. Grâce à un miroir magique, Uriande lui montre ses petits à l'abri. Les animaux du massif du Pilat, impressionnés par sa bravoure, la proclament reine du Pilat, au sommet du crêt de la Perdrix.
Dans une autre légende, Uriande aide Henry de Léon, sénéchal de Bretagne, et se révèle être une fée bienveillante et mystique, renforçant ainsi son lien avec les traditions royales et mystiques du Pilat.